# Джадд, Эшли
Э́шли Джадд (англ. Ashley Judd; урождённая Эшли Тайлер Симинелла, англ. Ashley Tyler Ciminella; род. 19 апреля 1968[…], Гранада-Хиллз, Калифорния) — американская актриса, гуманитарный и политический деятель, дизайнер, модель и филантроп, наиболее известная по главным ролям в кинофильмах «Целуя девушек», «Двойной просчёт», «Особо тяжкие преступления» и «Амнезия».

## Биография
Родилась 19 апреля 1968 года в Калифорнии. Является потомком отца-пилигрима Уильяма Брюстера. Её отец — Майкл Симинелла, мать — известная певица кантри Наоми Джадд, а сестра — Вайнонна Джадд. В 1972 году родители Эшли развелись, и через два года Эшли c мамой и сестрой Вайнонной переехали жить в штат Кентукки. Семья жила очень бедно, из-за постоянных переездов Эшли сменила 12 школ.
Когда Эшли Джадд исполнилось 14 лет, дуэт её матери Наоми и сестры Вайнонны The Judds стал популярным. Материальное положение семьи значительно улучшилось.
Эшли училась на факультете французского языка и литературы в Кентуккийском университете. В 1990 году она оставила университет и окончила обучение в 2007 году, получив степень бакалавра по французскому языку.
Переехав в Лос-Анджелес, Эшли начала сниматься в телесериалах. В 1991 году дебютировала в эпизоде телесериала «Звёздный путь: Следующее поколение». Одновременно Эшли работала официанткой в ресторане The Ivy и посещала актёрскую школу Playhouse West. С 1991 по 1994 год Джадд играла роль дочери героини Свуси Кёрц в телесериале «Сёстры».
В 1994 году Эшли снялась в небольшой роли в фильме «Прирождённые убийцы». Эпизоды с её участием были вырезаны из версии для широкого проката, их можно увидеть в режиссёрской версии фильма.
В 2004 году Эшли сыграла в бродвейской постановке «Кошка на раскалённой крыше». В октябре 2007 года в Ванкувере начались съёмки драмы «Элен», в которой Эшли сыграла главную роль.
В 2012 году Джадд исполнила главную роль в телесериале канала ABC «Пропавший», по сюжету которого у женщины похитили сына.

## Личная жизнь
В 2001—2013 годы Джадд была замужем за автогонщиком Дарио Франкитти.
Однажды, забеременев после изнасилования, Джадд сделала аборт и с тех пор выступает за легальные аборты, так как её это спасло от того, чтобы «воспитывать ребёнка от насильника».
5 октября 2017 года The New York Times опубликовала интервью актрисы, в котором та рассказала о сексуальных домогательствах со стороны Харви Вайнштейна.

## Фильмография
| Год       |    | Русское название                   | Оригинальное название                  | Роль                           |
| --------- | -- | ---------------------------------- | -------------------------------------- | ------------------------------ |
| 1991      | с  | Звёздный путь: Следующее поколение | Star Trek: The Next Generation         | Робин Лефлер                   |
| 1992      | ф  | Каффс                              | Kuffs                                  | жена владельца магазина красок |
| 1993      | ф  | Руби в раю                         | Ruby in Paradise                       | Руби Ли Гиссинг                |
| 1991—1994 | с  | Сёстры                             | Sisters                                | Рид Хэлси                      |
| 1994      | ф  | Прирождённые убийцы                | Natural Born Killers                   | Грейс Малберри                 |
| 1995      | ф  | Тёмный полдень                     | The Passion of Darkly Noon             | Калли                          |
| 1995      | ф  | Дым                                | Smoke                                  | Фелисити                       |
| 1995      | ф  | Схватка                            | Heat                                   | Шарлин Шихерлис                |
| 1996      | ф  | Нормальная жизнь                   | Normal Life                            | Пэм Андерсон                   |
| 1996      | тф | Норма Джин и Мэрилин               | Norma Jean & Marilyn                   | Норма Джин                     |
| 1996      | ф  | Время убивать                      | A Time to Kill                         | Карла Бридженс                 |
| 1996      | ф  | Дик Ричардс                        | Dick Richards                          | Джули                          |
| 1997      | ф  | Саранча                            | The Locusts                            | Китти                          |
| 1997      | ф  | Целуя девушек                      | Kiss the Girls                         | доктор Кейт МакТирнэн          |
| 1998      | ф  | Саймон Бирч                        | Simon Birch                            | Ребекка Вентворт               |
| 1999      | мф | Наш друг, Мартин                   | Our Friend, Martin                     | миссис Дэйл                    |
| 1999      | ф  | Свидетель                          | Eye of the Beholder                    | Джоанна Эрис                   |
| 1999      | ф  | Двойной просчёт                    | Double Jeopardy                        | Элизабет Пэрсонс               |
| 2000      | ф  | Там, где сердце                    | Where the Heart Is                     | Лекси Куп                      |
| 2000      | тф | Интервью Райана                    | The Ryan Interview                     | Фредерика Роуз                 |
| 2001      | ф  | Флирт со зверем                    | Someone Like You…                      | Джейн Гудейл                   |
| 2002      | ф  | Особо тяжкие преступления          | High Crimes                            | Клэр Кубик                     |
| 2002      | ф  | Божественные тайны сестричек Я-Я   | Divine Secrets of the Ya-Ya Sisterhood | юная Виви Уокер                |
| 2002      | ф  | Фрида                              | Frida                                  | Тина Модотти                   |
| 2004      | ф  | Амнезия                            | Twisted                                | Джессика Шепард                |
| 2004      | ф  | Любимчик                           | De-Lovely                              | Линда Портер                   |
| 2006      | ф  | Приходи пораньше                   | Come Early Morning                     | Люси Фаулер                    |
| 2006      | ф  | Глюки                              | Bug                                    | Агнес Уайт                     |
| 2009      | ф  | Элен                               | Helen                                  | Элен Леонард                   |
| 2009      | ф  | Переправа                          | Crossing Over                          | Дэниз Фрэнкель                 |
| 2010      | ф  | Зубная фея                         | Tooth Fairy                            | Карли                          |
| 2011      | ф  | Липучка                            | Flypaper                               | Кейтлин                        |
| 2011      | ф  | История дельфина                   | Dolphin Tale                           | Лоррейн Нельсон                |
| 2012      | с  | Пропавший                          | Missing                                | Ребекка Уинстоун               |
| 2013      | ф  | Падение Олимпа                     | Olympus Has Fallen                     | Первая леди США Маргарет Эшер  |
| 2014      | ф  | Дивергент                          | Divergent                              | Натали Прайор                  |
| 2014      | ф  | История дельфина 2                 | Dolphin Tale 2                         | Лоррейн Нельсон                |
| 2015      | ф  | Дивергент, глава 2: Инсургент      | The Divergent Series: Insurgent        | Натали Прайор                  |
| 2017      | с  | Твин Пикс                          | Twin Peaks                             | Беверли Пейдж                  |
| 2017—2019 | с  | Берлинская резидентура             | Berlin Station                         | БиБи Йейтс                     |
| 2019      | ф  | Путь домой                         | A Dog's Way Home                       | Терри                          |
| 2022      | ф  | Её правда                          | She Said                               |                                |

## Награды и номинации
| Список наград и номинаций | Список наград и номинаций              | Список наград и номинаций                       | Список наград и номинаций          | Список наград и номинаций |
| Год                       | Награда                                | Категория                                       | Работа                             | Результат                 |
| ------------------------- | -------------------------------------- | ----------------------------------------------- | ---------------------------------- | ------------------------- |
| 1993                      | Общество кинокритиков Нью-Йорка        | Лучшая женская роль                             | «Руби в раю»                       | Победа                    |
| 1994                      | Национальное общество кинокритиков США | Лучшая женская роль                             | «Руби в раю»                       | Победа                    |
| 1994                      | Независимый дух                        | Лучшая женская роль                             | «Руби в раю»                       | Победа                    |
| 1994                      | Ассоциация кинокритиков Чикаго         | Самая многообещающая актриса                    | «Руби в раю»                       | Победа                    |
| 1996                      | Эмми                                   | Лучшая женская роль в мини-сериале или фильме   | «Норма Джин и Мэрилин»             | Номинация                 |
| 1997                      | Золотой глобус                         | Лучшая женская роль — мини-сериал или телефильм | «Норма Джин и Мэрилин»             | Номинация                 |
| 1998                      | Blockbuster Entertainment Awards       | Лучшая женская роль                             | «Целуя девушек»                    | Номинация                 |
| 1998                      | Спутниковая награда                    | Лучшая женская роль второго плана               | «Целуя девушек»                    | Номинация                 |
| 1998                      | Lone Star Film & Television Awards     | Лучшая женская роль второго плана               | «Саранча»                          | Победа                    |
| 2000                      | Lone Star Film & Television Awards     | Лучшая женская роль                             | «Двойной просчёт»                  | Победа                    |
| 2000                      | MTV Movie Awards                       | Лучшая женская роль                             | «Двойной просчёт»                  | Номинация                 |
| 2003                      | Общество кинокритиков Феникса          | Лучшая женская роль второго плана               | «Божественные тайны сестричек Я-Я» | Номинация                 |
| 2003                      | Prism Awards                           | Лучшая женская роль                             | «Божественные тайны сестричек Я-Я» | Номинация                 |
| 2005                      | Золотой глобус                         | Лучшая женская роль — комедия или мюзикл        | «Любимчик»                         | Номинация                 |
| 2008                      | Сатурн                                 | Лучшая женская роль                             | «Глюки»                            | Номинация                 |
| 2011                      | Kids’ Choice Awards                    | Лучшая женская роль                             | «Зубная фея»                       | Номинация                 |

Источник: